# National Women's Soccer League
De National Women's Soccer League (NWSL) is een professionele vrouwenvoetbalcompetitie van de Voetbalbond van de Verenigde Staten die het hoogste niveau van de Verenigde Staten vertegenwoordigt.
De competitie bestaat sinds 2013 als opvolger van de Women's Professional Soccer, wat zelf de opvolger was van de Women's United Soccer Association. In 2025 nemen er 14 teams deel aan de competitie. In tegenstelling tot de hoogste mannencompetitie in de Verenigde Staten bestaat de NWSL enkel uit Amerikaanse teams.
Het team dat het beste presteert tijdens het reguliere seizoen krijgt het NWSL Shield uitgereikt. De officiële kampioen, NWSL Champions, wordt gekroond na het spelen van playoffs.

## Deelnemende clubs

### Seizoen 2025
| Team                   | Stad                    | Stadion                    | Capaciteit | Opgericht | Intrede | Partnerclub            |
| NWSL                   | NWSL                    | NWSL                       | NWSL       | NWSL      | NWSL    | NWSL                   |
| ---------------------- | ----------------------- | -------------------------- | ---------- | --------- | ------- | ---------------------- |
| Angel City             | Los Angeles, Californië | BMO Stadium                | 22.000     | 2020      | 2022    |                        |
| Bay                    | San Jose, Californië    | PayPal Park                | 18.000     | 2023      | 2024    |                        |
| Chicago Stars          | Bridgeview, Illinois    | SeatGeek Stadium           | 20.000     | 2006      | 2013    |                        |
| Houston Dash           | Houston, Texas          | Shell Energy Stadium       | 20.656     | 2013      | 2014    | Houston Dynamo (MLS)   |
| Kansas City Current    | Kansas City, Missouri   | CPKC Stadium               | 11.500     | 2020      | 2021    |                        |
| NJ/NY Gotham           | Harrison, New Jersey    | Sports Illustrated Stadium | 25.000     | 2007      | 2013    |                        |
| North Carolina Courage | Cary, North Carolina    | WakeMed Soccer Park        | 10.000     | 2017      | 2017    | Nort Carolina (USLC)   |
| Orlando Pride          | Orlando, Florida        | Inter&Co Stadium           | 25.500     | 2015      | 2016    | Orlando City (MLS)     |
| Portland Thorns        | Portland, Oregon        | Providence Park            | 25.218     | 2012      | 2013    |                        |
| Racing Louisville      | Louisville, Kentucky    | Lynn Family Stadium        | 15.304     | 2019      | 2021    | Louisville City (USLC) |
| San Diego Wave         | San Diego, Californië   | Snapdragon Stadium         | 35.000     | 2021      | 2022    |                        |
| Seattle Reign          | Seattle, Washington     | Lumen Field                | 37.722     | 2012      | 2013    | Seattle Sounders (MLS) |
| Utah Royals            | Sandy (Utah), Utah      | America First Field        | 20.213     | 2017      | 2024    | Real Salt Lake (MLS)   |
| Washington Spirit      | Washington D.C.         | Audi Field                 | 20.000     | 2012      | 2013    |                        |

### Toekomstige teams
| Team              | Stad                  | Stadion           | Capaciteit        | Opgericht         | Intrede           | Partnerclub       |
| Toekomstige teams | Toekomstige teams     | Toekomstige teams | Toekomstige teams | Toekomstige teams | Toekomstige teams | Toekomstige teams |
| ----------------- | --------------------- | ----------------- | ----------------- | ----------------- | ----------------- | ----------------- |
| Boston Legacy     | Boston, Massachusetts | White Stadium     | 10.519            | 2023              | 2026              |                   |
| Denver            | Denver, Colorado      | bekend te maken   | bekend te maken   | 2025              | 2026              |                   |

### Voormalige teams
| Team                   | Stad                  | Stadion              | Capaciteit       | Opgericht        | Intrede          | Opgeheven        |
| Voormalige teams       | Voormalige teams      | Voormalige teams     | Voormalige teams | Voormalige teams | Voormalige teams | Voormalige teams |
| ---------------------- | --------------------- | -------------------- | ---------------- | ---------------- | ---------------- | ---------------- |
| Boston Breakers        | Boston, Massachusetts | Jordan Field         | 4.100            | 2007             | 2013             | 2017             |
| Kansas City            | Kansas City, Missouri | Swope Soccer Village | 3.557            | 2012             | 2013             | 2017             |
| Western New York Flash | Rochester, New York   | Sahlen's Stadium     | 13.768           | 2008             | 2013             | 2016             |

## Clubprijzen

### NWSL Shield
De beste ploeg van het reguliere NWSL-seizoen ontvangt het NWSL Shield. De huidige kampioen, 2024, is Orlando Pride. Recordwinnaars zijn Seattle Reign en North Carolina Courage, beide wonnen driemaal.

### NWSL Champions
Na afloop van het reguliere seizoen spelen de clubs in play-off verband om de algehele NWSL-titel, NWSL Champions. Orlando Pride is momenteel titelhouder. Portland Thorns is de recordkampioen met drie landstitels.

## Individuele prijzen

### NWSL Golden Boot
De NWSL Golden Boot wordt uitgereikt aan de speelster die dat seizoen het meeste heeft gescoord in de reguliere competitie. Temwa Chawinga heeft de meest recent editie (2024) gewonnen.

### NWSL Most Valuable Player
Spelers, clubmanagement en de media kiezen jaarlijks de meest waardevolle speelster van het seizoen. De persoon met de meeste stemmen wint de individuele prijs NWSL Most Valuable Player. De huidige titelhouder (2024) is Temwa Chawinga.

### NWSL Coach of the Year
De hoofdtrainers in de NWSL maken jaarlijks kans op de titel NWSL Coach of the Year voor trainer van het jaar. De winnaar wordt gekozen door spelers, clubmanagement en de media. Engelsman Seb Hines, hoofdtrainer van Orlando Pride, is de huidige titelhouder.

## Organisatie

### Spelersvakbond
In mei 2017 werd de National Women's Soccer League Players Association opgericht voor niet geselecteerde speelsters. Sinds november 2018 is de vakbond ook officieel geaccepteerd door de NWSL.

## Statistieken

### Topscorers
| Rank | Player             | Goals | Wedstrijden |
| ---- | ------------------ | ----- | ----------- |
| 1    | Samantha Kerr      | 69    | 109         |
| 2    | Christine Sinclair | 46    | 120         |
| 3    | Jessica McDonald   | 44    | 119         |
| 3    | Lynn Williams      | 44    | 91          |
| 5    | Christen Press     | 40    | 75          |
| 6    | Alex Morgan        | 35    | 87          |
| 7    | Megan Rapinoe      | 34    | 70          |
| 8    | Allie Long         | 33    | 123         |
| 9    | Kim Alison Little  | 32    | 63          |
| 10   | Carli Lloyd        | 31    | 83          |
| 11   | Sofia Huerta       | 30    | 100         |
| 12   | Crystal Dunn       | 29    | 81          |
| 12   | Sydney Leroux      | 29    | 87          |
| 14   | Nadia Nadim        | 28    | 60          |
| 15   | Kealia Ohai        | 27    | 104         |

## Nederlanders in de NWSL
Speelster/trainers, waarvan de naam vetgedrukt staat, zijn nog actief in de NWSL. Laatste update: 21 december 2024, 15:45.

### Speelsters
| Vlag van Nederland | Dana  | Foederer | Utah Royals (2024–)  |
| Vlag van Nederland | Manon | Melis    | Seattle Reign (2016) |

### Trainers
| Vlag van Nederland | Vera | Pauw | Houston Dash (2018) |